# Postbursoplana pontica
Postbursoplana pontica är en plattmaskart som beskrevs av Ax 1959. Postbursoplana pontica ingår i släktet Postbursoplana och familjen Otoplanidae. Inga underarter finns listade i Catalogue of Life.